# Корчагин, Сергей Владимирович
Сергей Владимирович Корчагин (Пустой шаблон {{ВД-Преамбула}} ) — советский и российский хоккеист, нападающий.

## Биография
Воспитанник новосибирского хоккея. Выступал за «Сибирь» Новосибирск (1982/83 — 1 матч, 1985/86, 1988/89 — 1995/96), СКА Новосибирск (1983/84 — 1984/85), «Машиностроитель» / «Машиностроитель»-ШВСМ Новосибирск (1986/87 — 1987/88), СКА-«Амур» Хабаровск (1996/97 — 1997/98).
В МХЛ и Суперлиге (1994/95 — 1997/98) сыграл 129 матчей.